# 约纳斯·温
约纳斯·奥尔厄·温（丹麥語：Jonas Older Wind，發音：[ˈjoː.næs ˈvenˀ]；1999年2月7日—），生于维兹奥勒，丹麦男子足球运动员，司职前锋。他曾代表丹麦国家队参加2022年国际足联世界杯，结果队伍止步小组赛阶段。